# Oliwer Kaski
Oliwer Kaski (* 4. září 1995, Pori) je finský lední hokejista, obránce, který od roku 2022 působí v klubu HV71, jenž hraje švédskou nejvyšší soutěž. S finskou reprezentací se stal mistrem světa v roce 2019 a získal stříbrnou medaili na mistrovství světa v roce 2021. Hraje též na mistrovství světa 2024. Finskou nejvyšší soutěž hrál za HIFK a Lahti Pelicans. V roce 2019 získal Trofej Lasse Oksanena pro nejlepšího hráče základní části finské ligy, ve stejném roce rovněž získal Trofej Pekky Rautakalliona pro nejlepšího obránce. Jednu sezónu strávil v AHL, v dresu Grand Rapids Griffins a Charlotte Checkers, dvě sezóny v KHL v klubu Avangard Omsk, jednu sezónu pak ve švýcarské nejvyšší soutěži jako hráč HC Lugano. S Omskem KHL v ročníku 2020–2021 vyhrál a v této sezóně byl vybrán i do all-stars.